# Anidrido ftálico
Anidrido ftálico é o anidrido do ácido ftálico de fórmula química C8H4O3.Ele dissolve-se em álcool e alguns outros solventes orgânicos. Sofre hidrólise por água quente, resultando em ácido orto-ftálico.

## Produção
O Anidrido ftálico é obtido tanto por oxidação catalítica do orto-xileno com O2 (oxigênio):
C6H4(CH3)2  +  3 O2  →  C6H4(CO)2O + 3 H2O
Obs.:Quando se separa o anidrico ftálico de subprodutos tais como o-xileno em água, ou o anidrido maléico, uma série de condensadores é requerida.
Como também pode obtido por oxidação catalítica do naftaleno (chamado processo anidrido ftálico Gibbs, de 1918):
C10H8  +  4.5 O2  →  C6H4(CO)2O + 2 H2O  +  2CO2
Os subprodutos da reação do naftaleno são o dióxido de carbono e água.

## Aplicações
Anidrido ftálico é largamente usado na indústria na produção de corantes (fluoresceína e derivados, rodamina e derivados, inseticidas, plastificantes, em farmácia, em química analítica, etc. Uma bem conhecida aplicação de sua reatividade é a preparação de corantes derivados da antraquinona, entre eles a quinizarina por reação com para-clorofenol seguido por hidrólise do cloreto.

### Preparação de ésteres ftalatos
A reação de alcoólise é a base da produção de ésteres ftalatos, os quais são largamente utilizados como plastificantes. Nos anos 1980, aproximadamente 6.5×109 kg destes ésteres foram produzidos anualmente e a escala de produção cresceu a cada ano, todos derivados do anidrido ftálico. O processo inicia com a reação de anidrido ftálico com álcoois dando os ésteres mistos:
C6H4(CO)2O  +  ROH  →  C6H4(CO2H)CO2R
A segunda esterificação é mais difícil e requer remoção da água formada:
C6H4(CO2H)CO2R  +  ROH  {\displaystyle {\overrightarrow {\leftarrow }}}  C6H4(CO2R)2  +  H2O
O mais importante diéster é o bis(2-etilhexil) ftalato ("DEHP"), usado na manufatura de cloreto de polivinila.

### Síntese orgânica
Anidrido ftalico é um precursor para uma variedade de reagentes úteis em síntese orgânica. Importantes derivados incluem ftalimida e seus muitos derivados. Álcoois quirais formam meio ésteres (ver acima), e estes derivados são frequentemente resolvíveis porque eles formam sais diastereoméricos com aminas quirais tais como brucina.  Uma reação relacionada de anel aberto envolve peróxidos para dar o útil peróxido ácido:
C6H4(CO)2O  +  H2O2  →  C6H4(CO3H)CO2H